# Interstate 269
Pour les articles homonymes, voir Route 269.
L'Interstate 269 (I-269) est une autoroute de ceinture de Memphis, dans le Tennessee. Elle est adjacente aux banlieues du sud-ouest du Tennessee et du nord du Mississippi. L'I-269 permet aux automobilistes d'éviter le centre de Memphis en contournant cette dernière par l'est. C'est aussi une voie de contournement de l'I-69. L'I-269 est reliée à l'I-69 à un échangeur à Hernando, Mississippi.

## Description du tracé
L'I-269 débute à un échangeur avec l'I-69 près d'Hernando, Mississippi. L'autoroute parcourt un territoire rural vers l'est pour atteindre la ville de Byhalia. Elle y croise l'I-22 / US 78. L'autoroute se courbe vers le nord-est et se dirige vers la frontière avec le Tennessee. Lorsqu'elle entre dans l'État, l'I-269 croise la US 72 à Collierville. La route se dirige ensuite jusqu'à l'I-40 où elle se termine.

## Liste des sorties
| Interstate 269               |                              |       |       |        |                                                                               | |
| Comté                        | Municipalité                 | mi    | km    | Sortie | Intersections / Destinations                                                  | Notes |
| DeSoto                       | Hernando                     | 0,00  | 0,00  | 0      | I-55 / I-69 / MS 304 (en) ouest – Memphis, Southaven, Jackson, Tunica         | Terminus sud du multiplex avec MS 304; indiqué sortie 0A (sud) et 0B (nord) en direction sud; sortie 283 de l'I-55                   |
| DeSoto                       |                              | 1,31  | 2,11  | 1      | McIngvale Road                                                                | |
| DeSoto                       |                              | 3,17  | 5,10  | 3      | Getwell Road                                                                  | |
| DeSoto                       |                              | 5,18  | 8,34  | 5      | Laughter Road                                                                 | |
| DeSoto                       |                              | 7,32  | 11,78 | 7      | Craft Road                                                                    | |
| DeSoto                       |                              | 9,37  | 15,08 | 9      | MS 305 (en) – Olive Branch, Independence                                      | |
| DeSoto                       |                              | 13,41 | 21,58 | 13     | Red Banks Road                                                                | |
| DeSoto                       | Byhalia                      | 15,57 | 25,06 | 16     | I-22 est / US 78 / – Holly Springs, Tupelo, Birmingham, Olive Branch, Memphis | Indiqué sortie 16A (est) et 16B (ouest); sortie 12 de l'I-22 / US 78                                                                 |
| Marshall                     |                              | 17,85 | 28,73 | 18     | MS 309 (en) – Byhalia                                                         | |
| Marshall                     | Cayce                        | 23,79 | 38,29 | 23     | MS 302 (en) – Southaven, Olive Branch                                         | |
| Limite Mississippi–Tennessee | Limite Mississippi–Tennessee |       |       |        | I-269 nord – Memphis, Nashville                                               | Continue au Tennessee |
| Limite Shelby–Fayette        | Limite Collierville–Piperton | 27,24 | 43,84 | 1      | US 72 – Collierville, Corinth                                                 | |
| Limite Shelby–Fayette        | Limite Collierville–Piperton | 28,55 | 45,95 | 2      | SR 385 (en) ouest (Bill Morris Parkway) – Memphis                             | Terminus sud du multiplex avec SR 385                                                                                                |
| Fayette                      | Piperton                     | 29,55 | 47,56 | 3      | SR 57 (en) – Piperton, Collierville                                           | |
| Shelby                       |                              | 37,75 | 60,75 | 11     | SR 193 (en) – Macon, Fisherville                                              | |
| Shelby                       | Arlington                    | 41,70 | 67,11 | 15     | US 64 – Bartlett, Somerville                                                  | |
| Shelby                       | Arlington                    | 44,56 | 71,71 | 18     | Donelson Farms Parkway                                                        | |
| Shelby                       | Arlington                    | 45,19 | 72,73 | 19     | I-40 / SR 385 (en) nord – Memphis, Nashville, Millington                      | Terminus nord du multiplex avec SR 385; la route continue comme SR 385; indiqué sortie 19A (est) et 19B (ouest); sortie 24 de l'I-40 |
| - Terminus de multiplex      |                              |       |       |        |                                                                               | |